# Barbarella live
För andra betydelser, se Barbarella.
Barbarella live var ett direktsänt underhållningsprogram i Sveriges Television 1992. 
Programmet sändes från restaurang Palace i Norrköping på måndagskvällarna under januari och februari i TV2.
Programledare var Lill-Marit Bugge med Anna-Lena Brundin som ständig gästartist.
Barbarella live beskrevs som en pratkabaré med finstämda vulgariteter och djupsinniga samtal. Programmen innehöll livemusik, dansuppträdanden, gästartister, dragshow och sketcher. Musik framfördes av bland andra Edin-Ådahl, In the Colonnades, The Leather Nun, Nike Markelius, Eldkvarn, Anders F. Rönnblom och Peter R. Ericson. 
Bland gästerna fanns Täppas Fogelberg, Kerstin Thorvall, Peter Wahlbeck och Fritiof Haglund.
Paret Marja och Agneta var med i varje program. Ett annat stående inslag var Feministhörnan där programledaren samtalade med Jenny Morelli, Nina Lekander, Mian Lodalen och Louise Boije af Gennäs.
Ett åttonde och sista program innehöll inslag från de tidigare programmen samt händelser bakom kulisserna. Barbarella live har visats på SVT Play.  